# Айя (народ)
Айя — этническая группа, проживающая на юго-западе Бенина и юго-востоке Того (Айяланд). Согласно устной традиции, айя мигрировали в южный Бенин в XII или XIII веках из Тадо на реке Моно и около 1600 года три брата, Кокпон, До-Аклин и Те-Агбанлин, разделили между собой правление регионом, который тогда занимала Айя: Кокпон взял столицу Великой Ардры, правившей королевством Аллада; До-Аклин основал Абомей, который впоследствии стал столицей Королевства Дагомея; и Те-Агбанлин основал Малую Ардру, также известную как Аятче, позже названную Порто-Ново (буквально «Новый порт») португальскими торговцами и нынешнюю столицу Бенина.

## История
Те айя, которые жили в Абомее, смешались с местными жителями, создав таким образом новый народ, известный как этническая группа фон или «дагомея». Эта группа сейчас самая большая в Бенине. Другой источник утверждает, что айя были правителями Дагомеи (Бенина) до 1893 года, когда их завоевали французы. В настоящее время насчитывается около 500 000 айя в районе, расположенном на границе между Бенином и Того, длиной 50 километров (30 миль) и шириной 30 км (20 миль).
Айя говорят на языке, известном как айя-гбе или просто «аджа»; только 1-5% владеют родным языком. Согласно одному источнику, вуду зародилось вместе с Айяа. Существует три диалекта: тагобе (только в Того), догобе (только в Бенине) и хвегбе (в обеих странах). Многие из них говорят на трёх языках, а также говорят на французском и фонгбе, лингва-франка южного Бенина, в то время как на эве говорят как на втором языке те айя, которые живут в Того и Гане.
Из-за острой нехватки земли в упомянутом выше густонаселенном пограничном районе Того и Бенинуа многие айя в последние годы мигрировали в поисках пахотных земель для ведения натурального хозяйства или работы в городских центрах. Значительное количество айя проживает в прибрежных районах Бенина и Того, на юге Нигерии и в Габоне. В городских центрах Котону, Ломе, Лагос и Либревиль проживает значительное количество мигрантов из Айя.
Айя, фон, эве, га-адангбе составляли большую часть людей, привезённых в Америку из Бенинского залива, Того и Ганы в результате трансатлантической работорговли до конца XVIII века (когда люди йоруба стали более распространенными пленниками из региона).